# Хенри Ройс
Сър Фредерик Хенри Ройс (на английски: Sir Frederick Henry Royce) е британски предприемач, сред първите производители на автомобили, съосновател на „Ролс-Ройс“.
Роден е на 27 март 1863 г. в Алуолтън, почива на 22 април 1933 г. в Уест Уитъринг.

## Ранни години
Роден е на обикновено английско семейство с 5 деца, което изкарва препитанието си, управлявайки мелница за брашно. Бизнесът обаче не върви добре и семейството се мести в Лондон. След като баща му умира през 1872 г., Ройс започва работа като продавач на вестници и разносвач на телеграми, за да подпомага семейството си. С финансовата помощ на една своя леля той започва да чиракува в завода на железопътната компания Great Northern Railway в Питърбъро. Три години по-късно парите свършват и след кратък престой във фирма за производство на инструменти в Лийдс, Ройс се връща в Лондон, където започва работа в Electric Light and Power Company. През 1882 г. се премества в ливърпулския клон на фирмата, където работи по осветлението на улици и театри.
На 21 години в Манчестър заедно с приятеля си Ернст Клармон основава фирмата F.H. Royce and Co., която произвежда произвежда малки електроуреди. През 1894 г. компанията започва да произвежда динама и електрически подемни устройства, а през 1899 г. е прекръстена на Royce Ltd., отворен е и нов завод, също в Манчестър.

## Партньорството с Чарлз Ролс
В първите години на 20 век се отчита спад в търговията след края Втората бурска война; освен това конкуренцията в лицето на производители на динамота и подемни устройства от Германия и САЩ нараства. Затова Райс започва да обмисля бъдещето на фирмата като производител на автомобили. През 1901 г. той си купува автомобил Дьо Дион-Бутон, а по-късно и Дековил. Ролс не е доволен от качеството на своя Дековил и се заема да подобри електросистемата, след това намалява вибрациите на двигателя и неговия неравномерен ход, нещо което е типично за двигателите с вътрешно горене по това време. Той решава да произведе свой собствен автомобил и през 1904 г. сглобява такъв в работилницата си. Ролс прави още два автомобила, които носят неговото име и подарява един на Клармон, а другия продава на один от директорите на фирмата Хенри Едмъндс. Никой от тези автомобили не е запазен до днес.
На 4 май 1904 г. Едмъндс организира среща между Ройс и един негов приятел - Чарлз Ролс, дилър на вносни автомобили в Лондон. На 23 декември Ролс и Ройс подписват договор, по силата на който Ролс ще продава всички автомобили, които Ройс успее да произведе, а колите ще се търгуват под името Ролс-Ройс. Ролс започва да конструира дву-, три-, четири- и шестцилиндрови двигатели с мощност съответно 10, 15, 20 и 30 к.с.
Първият модел на Ролс-Ройс е 10hp и е представен на автомобилния салон в Париж през декември 1904 г. Специалистите определят автомобила като изпълнен с високо качество и оборудван с най-висока за времето си техника. Партньорството между Хенри Ройс и Чарлз Ролс е формализилано през 1906 г., когато е основана фирмата Rolls-Royce Limited. Ройс осигурява техническото ноу-хау, а Ролс - паричните средства и находчивостта в бизнеса. В началото на Първата световна война компанията започва да произвежда и самолетни двигатели.

## Последни години
Хенри Ройс е известен с това, че е отдаден до краен предел на работата и дори няма време да яде „истинска“ храна. В резултат на това два пъти постъпва в болница – през 1902 и 1911 г. През 1912 г. претърпява операция в Лондон и докторите му дават още няколко месеца живот. Въпреки това, Ройс се завръща към работата, но без да посещава завода. Той настоява лично да преглежда новите дизайни и инженерите и рисувачите трябва да му носят чертежите.
През октомври 1928 г. Ройс започва да работи върху самолетния двигател Ролс-Ройс R, който още през следващата година поставя нов световен рекорд за скорост на самолет от 357,7 мили/ч (над 572 км/ч); това става със самолета Supermarine S.6. По-късно Ройс вижда, че двигателят може да произведе още мощност и през 1931 г. самолет Supermarine S.6B с модифициран двигател достига 407,5 мили/ч (почти 656 км/ч), превръщайки се в първия самолет, преминал границата от 400 мили/ч.
След Първата световна война Хенри Ройс е награден с Ордена на Британската империя, а през 1930 г. получава титлата баронет за заслуги към въздухоплаването в страната. През 1962 г. е открит негов мемориал в Уестминстърското абатство.